# Jeugdhuis Reflex
De Reflex is een jeugdhuis in de Belgische plaats Kortrijk. Er is plaats voor optredens en een spelletjesclub, een voetbalclub met de naam ‘partizan reflex’ en een repetitieruimte voor een lokale muziekgroep. Het voornaamste doel is een ontmoetingsplaats voor alle jongeren, ongeacht kleur, overtuiging of geaardheid. De werking wordt zo georganiseerd dat jongeren, werkenden en niet-werkenden kunnen deelnemen aan de activiteiten. Naast de klassieke ontspanning zoals de optredens, fuiven is er plaats voor sport, culturele en vormende activiteiten.

## Geschiedenis
In 1970 ontstond de jeugdclub vzw Jeko. Die fusioneerde in 1980 met jeugdhuis ‘t’Gareeltje’ tot De Reflex. Sommige medewerkers van het eerste uur namen toen afstand van het jeugdhuis en richten cultuurhuis Limelight op.
Het publiek bestond vooral uit jongeren tussen 18-25 jaar én studenten van de Kortrijkse hogescholen, in het bijzonder IPSOC. Die hadden er een ruimte voor hun studentenclub. Er kwamen minderheidsgroepen in het jeugdhuis, de Lgbt- en de migrantengemeenschap. Tot 1987 waren er drie andere organisaties gehuisvest: Kultuuropbouw West-Vlaanderen, de Socialistische Film Aktie en Korthom, wat staat voor de Kortrijkse homo’s. De Reflex was toen aangesloten bij de Socialistische federatie plaatselijk Open Jongerenwerk. Vanaf 1984 verscheen maandelijks het tijdschrift Reflexief en kostte een lidkaart 100 frank. Het tijdschrift werd gemaakt voor en door jongeren en wou info verstrekken over de leefwereld en problemen van jongeren, en had onder meer een strip en een kruiswoordraadsel. De bekendste schrijver was ‘Nonkel Stef’.

## 1980-1997: Doorniksewijk 124
Het jeugdhuis vestigde zich in een herenhuis met een instuifruimte, een flipper, tafelvoetbal, pingpongtafel.* Verder was er een ruim assortiment aan gezelschapsspelen, kranten, tijdschriften, een tuin, een filmzaal (met 16 mm. projectie), op het eerste verdiep waren er de vergaderzalen, een jeugdatelier en het secretariaat S.F.A****. Op het tweede verdiep was er het film infocentrum en het secretariaat Socialistische federatie plaatselijk Open Jongerenwerk **(tot 1999).

## Carnardo
De stripotheek Carnardo opende in 1989. Het was een van de eerste stripotheken in de regio. De klemtoon lag op volwassenenstrips. Bij de start waren er 1.000 strips. De collectie groeide aan tot 4.500 exemplaren in 2014. Daarna hield de stripotheek er mee op.

## 1997-2000: Doorniksesteenweg 105
Het jeugdhuis verhuisde naar een kleinere bestemming. De werking werd behouden.

## 2001-heden: Doorniksewijk 89
Elk jaar wordt er een groots feest georganiseerd in het laatste weekend van september. 10 jaar lang was dat Reflex-XL.

## Voorzitters
- 1970: Luc Despiegelaere (oprichter)
- 1972: Joost Linclau
- 1974: Aimé Pillen
- 1975: Antoon Vandendriessens
- 1977: Carl Verschoore
- 1979: Philippe Sintobin
- 1981: Martine Pot
- 1989: Rik Lambrecht (wijziging statuten)
- 1993: Rik Lambrecht, Mark Wemel, Karl Becue, Ben Nelis, Thierry Claeys
- 1997: Koen Tallieu, Mark Wemel, Karl Becue, Hans Clauwaert, Sylvia Dewael, Stefaan Vandenberghe
- 2000: Koen Tallieu, Mark Wemel, Karl becue, Filip Goethals, Stefaan vandenberghe
- 2003: Sofie Saelens, Filip Goethals, Karl Becue, Mark Wemel, Jan Van Haelewijn, Steven B., Barbara Coucke, Geert Derie. Stijn Vermeire
- 2004: Sofie Saelens, Stijn Vermeire, Mark Wemel, Jan Vanhaelewijn, Steven B., Barbara Coucke, Geert Derie
- 2005: Sofie Saelens, Stijn Vermeire, Bart Gunst, Bart M, Steven B., Barbara Coucke
- 2007: Kim Blomme, Peter De Clercq, Kobe Detremmerie, Maxime, Hellin, Ine Moreels, Tom Moreels, Jurgen Pollet, Tim Samyn, Thijs Tack, Bick Vandenginste, Evelyne Lauwe
- 2009: Gert-Jan Coorevits, Niels Lybeek, Nikolaas Vandekerkhove, Jurgen Pollet, Ine Moreels, Karen Vermersch